# L'Amour, un fort volume, prix 3 F 50 c
L'Amour, un fort volume, prix 3 F 50 c est une parodie en un acte mêlée de couplets d'Eugène Labiche, en collaboration avec Édouard Martin, représentée pour la première fois à Paris au Théâtre du Palais-Royal le 16 mars 1859.
Elle a paru aux éditions Librairie Nouvelle.

## Distribution
| Acteurs et actrices ayant créé les rôles |                   |
| Personnage                               | Acteur ou actrice |
| Colache                                  | Hyacinthe         |
| Piperel                                  | Amant             |
| Strapontin                               | Jules Brasseur    |
| Elphége                                  | Lassouche         |
| Anatolie Piperel                         | Félicia Thierret  |
| Hermance, femme de Colache               | Mlle Dubouchet    |
| Julie, femme de chambre                  | Mlle Melcy        |